# Beta Arae
β Arae ist mit einer scheinbaren Helligkeit von +2,85 mag der hellste Stern im Sternbild Altar. Er befindet sich in einer Entfernung von etwa 715 Lichtjahren und ist ein Roter Überriese der Spektralklasse K. Der Stern hat mit etwa 90 Sonnenradien eine sehr große Ausdehnung. Wäre er in unserem Sonnensystem, so würde er beinahe die halbe Distanz zwischen Erde und Sonne ausfüllen. Der Stern rotiert vergleichsweise sehr langsam und braucht wohl mehr als 2 Jahre für eine Umdrehung.